# Strongylopus kitumbeine
Strongylopus kitumbeine är en groddjursart som beskrevs av Alan Channing och Davenport 2002. Strongylopus kitumbeine ingår i släktet Strongylopus och familjen Pyxicephalidae. IUCN kategoriserar arten globalt som sårbar. Inga underarter finns listade i Catalogue of Life.